# Старцев, Фёдор Григорьевич
Фёдор Григорьевич Старцев (1908, Курашим, Пермская губерния — 17 января 1943, Дядин, Ростовская область) — участник Великой Отечественной войны, помощник наводчика противотанкового ружья 2-го батальона 58-й мотострелковой бригады (2-й танковый корпус, 3-я гвардейская армия, Юго-Западный фронт), красноармеец. Герой Советского Союза (1943).

## Биография
Родился в 1908 году в селе Курашим Курашимской волости Пермского уезда (ныне село относится к Пермскому району Пермского края), в семье крестьянина. Русский.
После школы работал в своём хозяйстве. После действительной службы в Красной армии жил в Перми. Поступил на завод имени В. И. Ленина, где работал слесарем.
В сентябре 1942 года был вновь призван в армию Молотовским райвоенкоматом. В запасном полку прошёл подготовку, получил специальность бронебойщика. В начале января 1943 года прибыл на Юго-Западный фронт и был зачислен помощником наводчика противотанкового ружья 2-го батальона 58-й механизированной бригады 2-го танкового корпуса.
Отличился в первых же боях. 13 января 1943 года при отражении танковой атаки под хутором Дядин (Белокалитвинский район Ростовской области) красноармеец Фёдор Старцев подбил 11 танков. Через несколько дней, 17 января, в бою в районе станицы Калитвенской (Каменского района Ростовской области), вывел из строя ещё четыре вражеских танка. В этом бою красноармеец Старцев погиб под гусеницами вражеского танка.
Похоронен в братской могиле на хуторе Поцелуев Белокалитвинского района Ростовской области.

## Награды и звания
- Указом Президиума Верховного Совета СССР от 26 октября 1943 года за мужество, отвагу и героизм, проявленные в борьбе с немецко-фашистскими захватчиками, красноармейцу Старцеву Фёдору Григорьевичу присвоено звание Героя Советского Союза (посмертно).
- Награждён орденом Ленина.

## Память
- Именем Героя названы улицы в городе Пермь[2], улица в городе Таганрог, в селе Курашим и на хуторе Поцелуев.
- В 1975 году Старцева зачислили в свои ряды шахтёры комсомольско-молодёжной бригады Александра Сигиды шахты «Шолоховская-Южная»[3].
- В 2015 году памятная доска Ф. Г. Старцеву установлена в станице Калитвенской.
- В этом же году Герою рядом со станицей Калитвенской был установлен монумент[4].
- Старцев увековечен на Аллее Славы в парке имени Маяковского в Белой Калитве[5][~ 1].
- Мемориальная доска Герою в Перми.

- Памятник на месте гибели
- Табличка на памятнике
- Мемориальная доска в станице Калитвенской

- В Марьина Горка (Беларусь). Мемориал в честь 8-й Гвардейской Краснознаменной танковой дивизии. Один из памятных знаков посвящён Герою.

- Марьина Горка. Памятник воинам-гвардейцам Краснознамённого танкового корпуса.
- Марьина Горка. Мемориал 8-й танковой дивизии.
- Марьина Горка. Мемориал 8-й танковой дивизии.
- Марьина Горка. Мемориал 8-й танковой дивизии. Памятная доска.

## Комментарии
1. ↑  Памятник установлен в 1985 году, является объектом культурного наследия в Ростовской области. Решение № 301 «О принятии на государственную охрану памятников истории и культуры в Ростовской области» от 18.11.1992 было принято Ростовским областным Советом народных депутатов. Номер в реестре: 611510363630005, учётный номер: 61-66492[6].